# RD-270
O RD-270 (GRAU Index 8D420) foi um motor de foguete de combustível líquido com apenas uma câmara de combustão, projetado pela  Energomash entre 1962 e 1971 e não chegou a entrar em produção contínua. Ele deveria ter sido usado nos primeiros estágios do UR-700 e do do UR-900 cujos projetos, foram cancelados. Ele tinha o maior empuxo entre os motores de uma única câmara de combustão da União Soviética, 6 270 kN ao nível do mar. Os propelentes usados eram UDMH e N2O4. A pressão na câmara de combustão também era a maior, cerca de 26 MPa. Isso tudo foi conseguido, aplicando um ciclo de combustão em estágios em toda a massa de combustível, que era transformada em gás, e passava por algumas turbinas antes de ser queimado na câmara de combustão. Isso permitiu alcançar um impulso específico de 301 segundos ao nível do mar.